# The Gilded Spider
The Gilded Spider (en español, la Araña Dorada) es una película muda de 1916 dirigida por Joe De Grasse y protagonizada por Lon Chaney.

## Trama
Durante una travesía por Italia, el rico estadounidense Cyrus Kirkham se encapricha de la bella Leonita pero ella resiste sus avances. El hombre, entonces, la secuestra pero Leonita, antes que ceder a él, se suicida.
Quince años después, Giovanni, el viudo de Leonita, llega a los Estados Unidos en compañía de Elisa, la hija adolescente. El hombre, después de la muerte de la esposa, ha quedado fiel a su memoria y guarda rencor por todos los estadounidenses. Así, cuando Elisa se enamora de Paul Winston, es contrario a la relación. Elisa se hace retratar por Paul, que es pintor, y el cuadro es visto por Cyrus que ve en él la viva imagen de Leonita. Localizada la modelo, invita a Elisa a una recepción de la alta sociedad. Pero Giovanni afronta a Cyrus para matarlo, vengando así a la esposa muerta. Cyrus sin embargo, cuando lo reconoce, se desploma, muerto por la conmoción. Giovanni, convencido de que su hija está ya comprometida, se suicida. Elisa ahora es libre de vivir su historia de amor con Paul.

## Producción
La película fue producida por la Bluebird Photoplays Inc. (Universal Film Manufacturing Company).

## Distribución
Distribuida por la Bluebird Photoplays Inc. (Universal Film Manufacturing Company), la película se estrenó en las salas cinematográficas estadounidenses el 8 de mayo de 1916.